# Vithövdad gräsmal
Vithövdad gräsmal, Elachista albifrontella är en fjärilsart som först beskrevs av Jacob Hübner 1817. Vithövdad gräsmal ingår i släktet Elachista, och familjen gräsmalar. Arten är reproducerande i Sverige.

## Bildgalleri

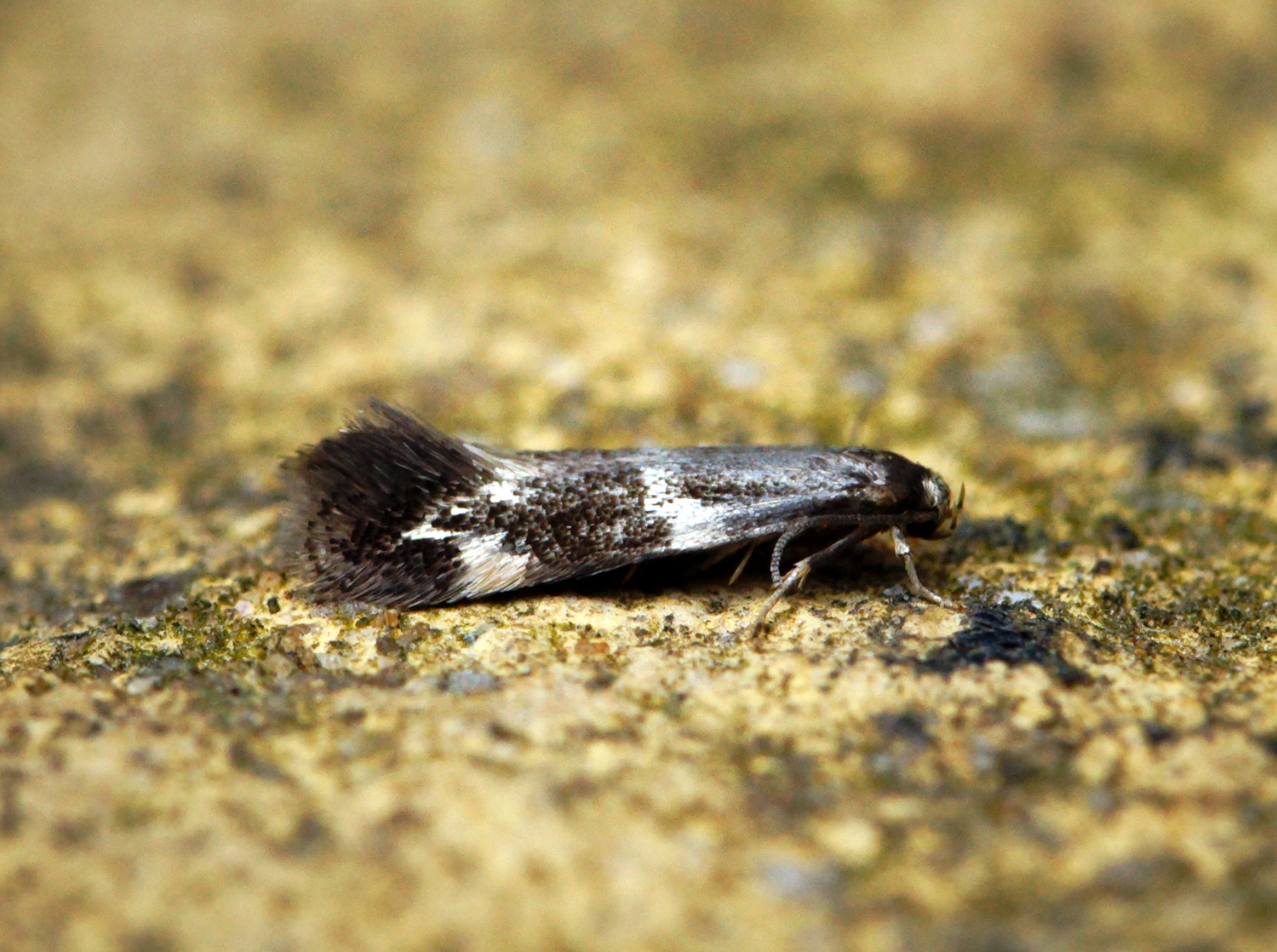
Imago
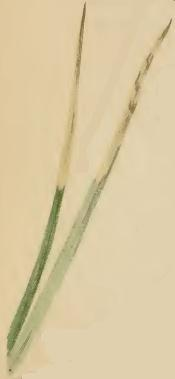
Lentåtel Holcus mollis angripet av vithövdad gräsmal.
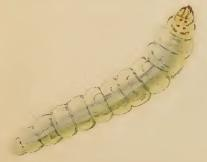
Larv